# Osttimoresische Basketballnationalmannschaft

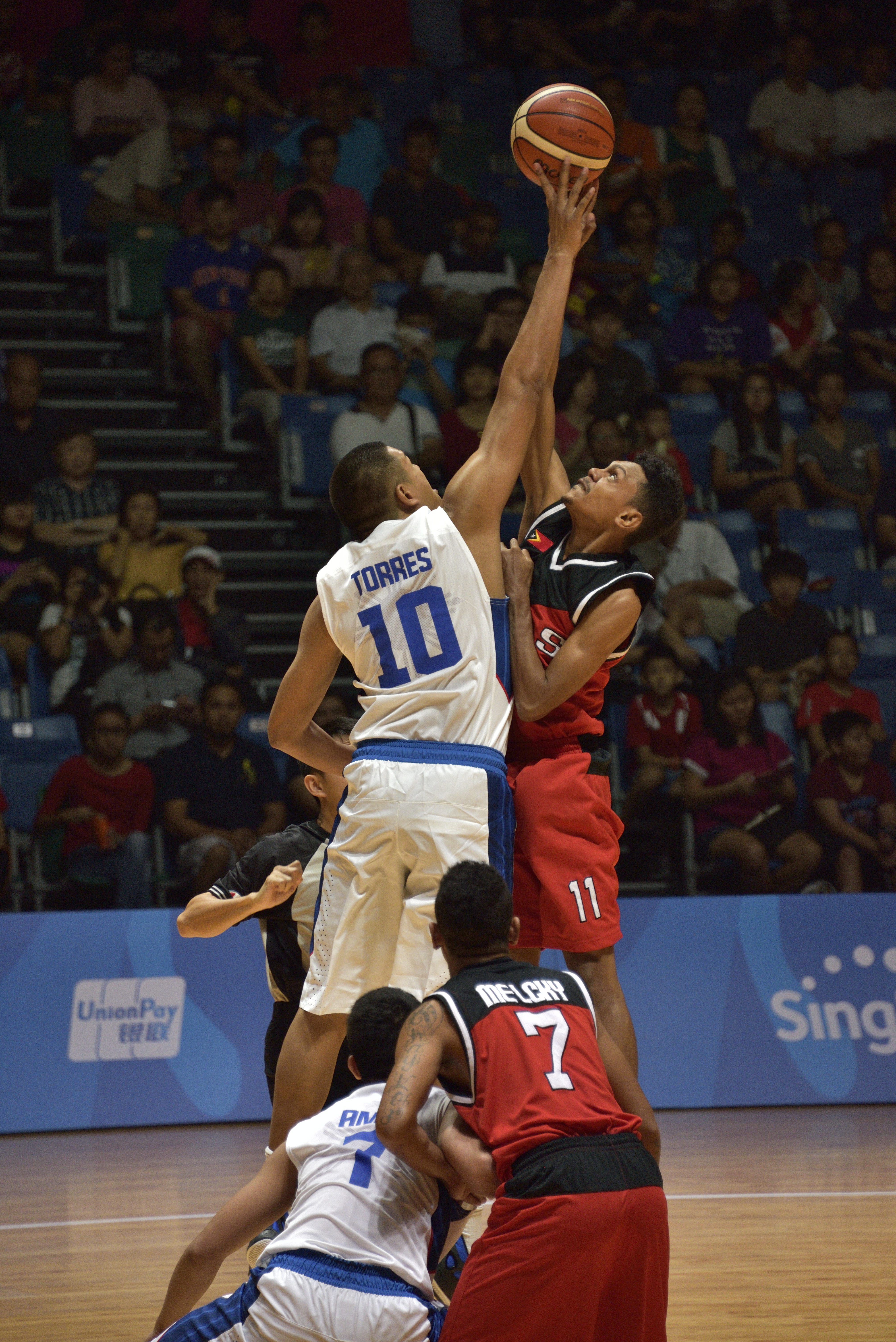
Paulo das Dores (rechts) kämpft bei den Südostasienspielen 2015 im Match gegen die Philippinen um den Ball.

Die osttimoresische Basketballnationalmannschaft der Herren ist die Auswahlmannschaft der Federação Nacional de Basquetebol de Timor-Leste (FNBTL) und repräsentiert diese auf internationaler Ebene. Seit November 2013 war der nationale Verband Mitglied der FIBA Asien gewesen, wurde jedoch im August 2015 zur Förderung der Entwicklung des osttimoresischen Basketballs in die FIBA Ozeanien umgegliedert.
Ihren ersten Auftritt hatte die Mannschaft bei den Jogos da Lusofonia 2006; dort verloren die Osttimoresen alle fünf Spiele haushoch und belegten damit den letzten Platz. Es folgte eine Pause von neun Jahren bis zum nächsten internationale Auftritt bei den Südostasienspielen 2015; auch hier wurden alle fünf Spiele eindeutig verloren und Osttimor belegte erneut den letzten Platz. Bestes Resultat war die 57:83-Niederlage gegen Myanmar.

## Liste der Länderspiele
| Nr. | Datum         | Spielort | Gegner        | Ergebnis | Anlass                  |
| --- | ------------- | -------- | ------------- | -------- | ----------------------- |
| 1   | 8. Okt. 2006  | Macau    | Angola        | 33:193   | Jogos da Lusofonia 2006 |
| 2   | 9. Okt. 2006  | Macau    | Guinea-Bissau | 25:172   | Jogos da Lusofonia 2006 |
| 3   | 10. Okt. 2006 | Macau    | Portugal      | 69:178   | Jogos da Lusofonia 2006 |
| 4   | 11. Okt. 2006 | Macau    | Macau         | 38:142   | Jogos da Lusofonia 2006 |
| 5   | 12. Okt. 2006 | Macau    | Kap Verde     | 30:147   | Jogos da Lusofonia 2006 |
| 6   | 9. Juni 2015  | Singapur | Indonesien    | 21:135   | Südostasienspiele 2015  |
| 7   | 12. Juni 2015 | Singapur | Philippinen   | 21:126   | Südostasienspiele 2015  |
| 8   | 13. Juni 2015 | Singapur | Malaysia      | 28:770   | Südostasienspiele 2015  |
| 9   | 14. Juni 2015 | Singapur | Vietnam       | 29:800   | Südostasienspiele 2015  |
| 10  | 15. Juni 2015 | Singapur | Myanmar       | 57:830   | Südostasienspiele 2015  |